# Révolution (film, 1985)
Pour les articles homonymes, voir Révolution (homonymie).
Pour plus de détails, voir Fiche technique et Distribution.
Révolution (Revolution) est un film britannique réalisé par Hugh Hudson, sorti en 1985.

## Synopsis
En 1776, Tom Dobb, un émigrant écossais, arrive à New York en pleine révolution contre l'Empire Britannique. Il ne se sent pas concerné par cette lutte enragée et seul le sort de son fils enlevé par les Anglais l'inquiète.

## Fiche technique
- Réalisateur : Hugh Hudson
- Producteur : Irwin Winkler
- Production : Goldcrest Films
- Scénariste : Robert Dillon
- Directeur de la photographie : Bernard Lutic
- Compositeur : John Corigliano
- Monteur : Stuart Baird
- Chef décorateur : Assheton Gorton
- Costumier : John Mollo

## Distribution
- Al Pacino (VF : Richard Darbois) : Tom Dobb
- Donald Sutherland (VF : Jean-Pierre Moulin) : Sergent Major Peasy
- Nastassja Kinski : Daisy Mc Connahay
- Joan Plowright : Mrs. Connahay
- Dave King : Mr. Mc Connahay
- Steven Berkoff (VF : Marc de Georgi) : Sergeant Jones
- Graham Greene : Ongwata
- Dexter Fletcher : Ned Dobb